# Скра (Белхатув)

Скра (Белхатув) (пол. Skra Bełchatów) — польський волейбольний клуб із міста Белхатув, який виступає в польській Плюс лізі. Один із найтитулованіших клубів своєї країни.
Саме здолавши «Скру» з рахунком 3:2, гравці львівського клубу «Барком-Кажани» здобули свою першу перемогу в ПлюсЛізі.

## Історія
У сезоні 2022—2023 посіли 12-те місце. У поєдинках за 11-те місце белхатівці програли в гостях ҐКС Катовиці 1:3, удома перемогли 3:0, але поступилися в «золотій партії» 11:15.

### Досягнення
- Чемпіон Польщі (9): 2005, 2006, 2007, 2008, 2009, 2010, 2011, 2014, 2018
- Володар Кубка Польщі (7): 2005, 2006, 2007, 2009, 2011, 2012, 2016
- Володар Суперкубка Польщі (4): 2012, 2014, 2017, 2018[3]

### Тренери
- Андреа Ґардіні (2023—)
- Джоел Бенкс (2022—2023)
- Слободан Ковач (2021—2022)
- Роберто П'яцца (2017—2019)
- Філіпп Блан (2016—2017)
- Данієль Кастеллані (2006—2009)
- Веслав Чая (2000—2003)

### Колишні гравці
- / Юрій Гладир
- Віталій Кіктєв[pl][4][5]
- Стефан Антіґа
- Бартош Беднож
- Деян Вінчич
- Маріуш Влязлий
- Пйотр Ґрушка
- Кароль Клос[pl][6]
- Бартош Курек
- Мацей Музай

### Поточний склад
Сезон 2022—2023
3.  Віктор Мусял. 4.  Давид Ґуня. 5.  Бартломей Янус. 6.  Кароль Клос. 11. / Дік Коой. 12. Лукаш Вашіна. 14.  Александар Атанасієвич. 15.  Ґжеґож Ломач. 16.  Кацпер Пехоцький. 18.  Роберт Мільчарек. 20.  Матеуш Бенек. 21.  Якуб Рибіцький. 26.  Михайло Митич. 91.  Філіппо Ланца.